# جيم دارسي
جيم دارسي (بالإنجليزية: Jim D'Arcy)‏ هو سياسي أيرلندي، ولد في 20 يوليو 1954 في جمهورية أيرلندا. حزبياً، نشط في فاين جايل. وقد انتخب عضو مجلس الشيوخ من أيرلندا عن دائرة الأعضاء المعينون في مجلس الشيوخ الأيرلندي ‏ وقد انضم خلال فترته النيابية ‏ (25 مايو 2011 – 9 فبراير 2016) للكتلة البرلمانية فاين جايل.